# Лав Ландау
Лав Давидович Ландау (рус. Лев Давидович Ландау; Баку, 22. јануар 1908 — Москва, 1. април 1968) био је совјетски физичар и нобеловац. По завршетку студија на Лењинградском универзитету 1929. специјализује теоријску физику код Нилса Бора у Копенхагену. Од 1932. обавља функцију шефа групе за теорију у Украјинском физичко-техничком институту, Кијев. Од 1957. постаје шеф теоријског одјељења Академије наука СССР (АНСССР), Москва. Предаје физику на универзитетима у Москви и Харкову.
Ландау се бавио многим проблемима теоријске физике, а највише ради на теорији кондензованог стања материје. Године 1936. поставља теорије квантних флуида на ниским температурама и термодинамичку теорију фазних промјена другог реда. С тим теоријама је успио да објасни посебно понашање текућег хелијума. За ове радове је примио Нобелову награду за физику 1962. године.
Његова достигнућа укључују независно заједничко откриће методе матрице густине у квантној механици (заједно са Џоном фон Нојманом), квантно механичку теоријa дијамагнетизма, теоријa суперфлуидности, теоријa фазних прелаза другог реда, Гинзбург–Ландау теорија суперпроводљивости, теорија Фермијевих течности, објашњење Ландауовог пригушења у физици плазме, Ландау пол у квантној електродинамици, двокомпонентна теорија неутрина и Ландауове једначине за сингуларности S матрице. Добио је Нобелову награду за физику 1962. за развој математичке теорије суперфлуидности која објашњава својства течног хелијума II на температури испод 2,17 K (−270,98 °C).

## Живот

### Ране године
Ландау је рођен 22. јануара 1908. од јеврејских родитеља у Бакуу, Азербејџан, у тадашњој Руској империји. Ландауов отац, Давид Лвович Ландау, био је инжењер локалне нафтне индустрије, а његова мајка, Љубов Вејиаминовна Гаркави-Ландау, је била лекар. Научио је диференцијални рачун са 12 година и интегрални рачун са 13 година. Ландау је 1920. године матурирао гимназију са 13 година. Родитељи су га сматрали премладим да би похађао универзитет, те је годину дана похађао Економску техничку школу у Бакуу. Године 1922, са 14 година, уписао се на Државни универзитет у Бакуу, студирајући истовремено на два одсека: на одсеку за физику и математику и на одсеку за хемију. Након тога је престао да студира хемију, али је остао заинтересован за ову област током целог живота.

### Лењинград и Европа
Године 1924, преселио се у главни центар тадашње совјетске физике: Одсек за физику Лењинградског државног универзитета, где се посветио студијама теоријске физике, на којима је дипломирао 1927. Ландау је потом уписао постдипломске студије на Лењинградском Физичко-техничком институту, где је 1934. године и докторирао физичке и математичке науке. Ландау је добио своју прву прилику да отпутује у иностранство током периода 1929–1931, на путничкој стипендији совјетске владе — Народног комесаријата за образовање — допуњеној стипендијом Рокфелерове фондације. До тада је течно говорио немачки и француски и могао је да комуницира на енглеском. Касније је усавршио енглески и научио дански.
Након кратких боравака у Гетингену и Лајпцигу, отишао је у Копенхаген 8. априла 1930. да ради на Институту за теоријску физику Ниелса Бора. Ту је остао до 3. маја исте године. Након посете, Ландау је себе увек сматрао учеником Нилса Бора и Ландауов приступ физици био је под великим утицајем Бора. После боравка у Копенхагену, посетио је Кембриџ (средином 1930), где је радио са Полом Дираком, Копенхаген (септембар до новембар 1930), и Цирих (од децембра 1930 до јануара 1931), где је радио са Волфгангом Паулијом. Из Цириха Ландау се вратио у Копенхаген по трећи пут и тамо је остао од 25. фебруара до 19. марта 1931. пре него што се исте године вратио у Лењинград.

### Национални научни центар Харковски институт за физику и технологију, Харков
Између 1932. и 1937. Ландау је био на челу Катедре за теоријску физику у Националном научном центру Харковског института за физику и технологију, а предавао је на Универзитету у Харкову и Харковском политехничком институту. Поред својих теоретских достигнућа, Ландау је био главни оснивач велике традиције теоријске физике у Харкову, Украјина, која се понекад назива и „Ландау школа”. У Харкову, он и његов пријатељ и бивши студент, Евгениј Лифшиц, почели су да пишу Курс теоријске физике, десет томова који заједно обухватају целу тему и још увек се широко користе као текстови из физике за дипломске студије. Током Велике чистке, Ландау је био под истрагом у оквиру афере УПТИ у Харкову, али је успео да оде у Москву да преузме нову функцију.
Ландау је развио чувени свеобухватни испит под називом „Теоријски минимум“ који су ученици требали да положе пре пријема у школу. Испит је покривао све аспекте теоријске физике, а између 1934. и 1961. године положила су само 43 кандидата, али су они који су то учинили касније постали прилично запажени теоријски физичари.
Године 1932, Ландау је израчунао Чандрасекарову границу; међутим, није је применио на звезде беле патуљке.

## Радови

### Курс теоретске физике
- L. D. Landau, E. M. Lifshitz (1976). Mechanics. 1 (3rd изд.). Butterworth–Heinemann. ISBN 978-0-7506-2896-9.
- Landau, L. D.; Lifshitz, E. M. (1975). The Classical Theory of Fields. 2 (4th изд.). Butterworth–Heinemann. ISBN 978-0-7506-2768-9.
- Landau, L. D.; Lifshitz, E. M. (1977). Quantum Mechanics: Non-Relativistic Theory. 3 (3rd изд.). Pergamon Press. ISBN 978-0-08-020940-1. — 2nd ed. (1965) at archive.org
- Berestetskii, V. B.; Lifshitz, E. M.; Pitaevskii, L. P. (1982). Quantum Electrodynamics. 4 (2nd изд.). Butterworth–Heinemann. ISBN 978-0-7506-3371-0.
- Landau, L. D.; Lifshitz, E. M. (1980). Statistical Physics, Part 1. 5 (3rd изд.). Butterworth–Heinemann. ISBN 978-0-7506-3372-7.
- Landau, L. D.; Lifshitz, E. M. (1987). Fluid Mechanics. 6 (2nd изд.). Butterworth–Heinemann. ISBN 978-0-08-033933-7.
- Landau, L. D.; Lifshitz, E. M. (1986). Theory of Elasticity. 7 (3rd изд.). Butterworth–Heinemann. ISBN 978-0-7506-2633-0.
- Landau, L. D.; Lifshitz, E. M.; Pitaevskii, L. P. (1984). Electrodynamics of Continuous Media. 8 (2nd изд.). Butterworth–Heinemann. ISBN 978-0-7506-2634-7.
- Pitaevskii, L. P.; Lifshitz, E. M. (1980). Statistical Physics, Part 2. 9 (1st изд.). Butterworth–Heinemann. ISBN 978-0-7506-2636-1.
- Pitaevskii, L. P.; Lifshitz, E. M. (1981). Physical Kinetics. 10 (1st изд.). Pergamon Press. ISBN 978-0-7506-2635-4.

### Друго
- Landau, L. D.; Ya. Smorodinsky (2011) [1958]. Lectures on Nuclear Theory. Dover Publications. ISBN 978-0486675138.
- Landau, L. D.; Akhiezer, A. I.; Lifshitz, E. M. (1967). General Physics, Mechanics and Molecular Physics. Pergamon Press. ISBN 978-0-08-009106-8.
- Landau, L. D.; Kitaigorodsky, A. I. (1978). Physics for Everyone. Mir Publishers Moscow. in 4 volumes:  volume 1 Physical bodies.  978-0-82-851716-4; volume 2 Molecules.  978-0-82-851725-6; volume 3 Electrons and volume 4 Photons and nuclei; vols. 3 & 4 by Kitaigorodsky alone
- Landau, L. D.; Rumer, G. B. (2003) [1960]. What is Relativity?. Dover Publications. ISBN 978-0-48-616348-2.
- Landau, L. D.; Aleksandr Solomonovich Kompaneets (1935). The Metal Conductivity. ONTI, Kharkiv.

Комплетна листа Ландауових радова појавила се 1998. године у руском часопису „Физика-Успехи“. Ландау би дозволио да буде наведен као коаутор часописног чланка под два услова: 1) да је изнео идеју дела, делимично или у целини, и 2) да је извршио бар неке прорачуне представљене у чланку. Због тога је уклонио своје име из бројних публикација својих ученика где је његов допринос био мање значајан.